# Die ungarische Hochzeit (Operette)
Die ungarische Hochzeit ist eine Operette in einem Vorspiel und drei Akten (vier Bildern) von Nico Dostal. Das Libretto verfasste Hermann Hermecke. Das Werk erlebte seine Uraufführung am 4. Februar 1939 in Stuttgart.

## Orchester
Zwei Flöten, zwei Oboen, zwei Klarinetten, zwei Fagotte, vier Hörner, zwei Trompeten, drei Posaunen, eine Harfe, eine Celesta, Schlagwerk und Streicher

## Handlung

### Ort und Zeit
Die Operette spielt Mitte des 18. Jahrhunderts in Ungarn, das Vorspiel im gräflichen Schloss zu Hermannstadt, die Akte 1 und 2 in einem Dorf in der Puszta und Akt 3 in der damaligen Hauptstadt Preßburg.

### Vorspiel und Erster Akt
Kaiserin Maria Theresia will dem ungarischen Teil ihres Reiches Aufschwung verleihen. Um junge Männer als Siedler zu gewinnen, hat sie allen Interessenten günstige Grundstücke mit fruchtbarem Ackerland und rassige heiratslustige Mädchen versprochen. Aber Zusicherungen von Politikern sollte man halt nicht immer glauben; denn die feschen jungen Mädchen haben sich als alte Weiber entpuppt, deren Schönheit längst verblüht ist. Als einer Abordnung der Siedler Audienz bei der Kaiserin gewährt wird, beklagen sie offen ihr Leid. Maria Theresia beauftragt Graf Stefan Bardossy, der Sache nachzugehen. Dieser ist jedoch über den Befehl alles andere als entzückt, hat er doch gerade eine amouröse Liebschaft bei sich untergebracht. Kurz entschlossen befiehlt er seinem Diener Arpád, zu den Siedlern zu reisen und sich selbst als Grafen auszugeben. Doch kaum ist sein Diener abgereist, plagen ihn Skrupel. Nun macht er sich auch auf die Reise und tarnt sich als Bauer.

### Zweiter Akt
Der Bürgermeister des Dorfes Poplaka in der Puszta, Josef von Kismarty, und seine Gattin Frusina haben von der drohenden Überprüfung Wind bekommen. Schnell trommeln sie die 14 hübschesten Mädchen des Dorfes zusammen, darunter ihre Tochter Janka, und geben diese als Bäuerinnen aus. Der Revisor soll so getäuscht werden. Es dauert auch nicht lange, bis sich einige Paare gefunden haben. Dazu zählen auch Janka von Kismarty und Stefan von Bardossy. Als Jankas Mutter merkt, dass es die beiden mit dem Heiraten ernst zu nehmen scheinen, ist sie empört. Ein Bauer als Schwiegersohn hätte ihr gerade noch gefehlt! Die gleichen Gedanken hegt der Edle von Pötök, Stefans Onkel; denn ein einfaches Bauernmädel passt nun mal nicht in seine adlige Familie. Was also tun? Er eilt zu Frusina von Kismarty und klärt sie auf, dass ihre Tochter und sein Neffe eine Verwechslungskomödie spielen. Als Janka von ihrer Mutter die wahre Identität ihres Bräutigams erfährt, will sie nicht länger Sündenbock in einem abgekarteten Spiel sein. Sie verpasst ihrer Magd Anna einen Schleier, der ihr Gesicht zur Unkenntlichkeit verhüllt, und lässt sie mit dem Grafen trauen.

### Dritter Akt
Nachdem Graf Stefan den Schwindel bemerkt hat, gerät er in Rage. Im königlichen Schloss zu Pressburg ersucht er die Kaiserin, seine Ehe zu annullieren. Diese zeigt sich zwar grundsätzlich bereit, seiner Bitte nachzukommen, knüpft ihren Entscheid aber an die Bedingung, dass sich eine andere Frau finde, die ihn aufrichtig liebe. Weil Janka inzwischen erkannt hat, dass ihr Verhalten am Hochzeitstag äußerst töricht war und dass sie sich insgeheim nach ihrem geliebten Stefan sehnt, steht dem Happy End nichts mehr im Wege.

## Tonträger
Großer Operettenquerschnitt bei EMI-CLASSICS mit Margit Schramm, Anton de Ridder, Willi Brokmeier, Isy Orén, dem Chor der Städtischen Bühnen Köln und der Philharmonia Hungarica unter der Leitung von Roman Dostal

## Verfilmung
Das ZDF verfilmte die Operette 1968. Unter der Regie von Kurt Wilhelm spielten Maria Tiboldi, Peter Minich, Ferry Gruber, Monika Dahlberg, Kurt Großkurth und Maria Schell die Hauptrollen.